# Rue Chauvin
Pour les articles homonymes, voir Chauvin.
La rue Chauvin est une voie de Nantes, en France.

## Situation et accès
Située dans le centre-ville de Nantes, la rue Chauvin, longue de moins de 60 mètres, a la particularité de passer sous le porche de l'hôtel Montaudouin. Elle est pavée, ouverte à la circulation automobile. Elle relie la place Maréchal-Foch à la rue du Roi-Albert, sans rencontrer d'autre voie.

## Origine du nom
Le nom de Guillaume Chauvin (vers 1422-1484), chancelier de Bretagne et premier président de la chambre des comptes de Bretagne, a longtemps été attribué à la « tour Chauvin », élément défensif situé à la jonction des actuelles rue du Roi-Albert et place Roger-Salengro.

## Historique
Au début du XVIIIe siècle, la municipalité nantaise commence à envisager d'urbaniser l'espace au nord-est de la cathédrale, occupé par les remparts du XVe siècle. Il faut attendre l'entrée en fonction de Jean-Baptiste Ceineray, architecte de la ville à partir de 1770, pour voir le projet se réaliser. Le bastion de la porte Saint-Pierre est presque entièrement rasé, et les murailles sont progressivement détruite. Ceineray peut procéder à la modification du tracé des cours Saint-Pierre et Saint-André pour les mettre dans le même alignement. Au centre, il crée la place d'Armes. Entre la Chambre des comptes de Bretagne et la cathédrale, il ouvre la rue Royale. De 1771 à 1774, Ceineray fait construire un premier bâtiment bordant la place d'Armes, l'hôtel d'Aux. Son plan d'ensemble prévoit la construction de l'hôtel Montaudouin, encadré de deux rues latérales respectant la symétrie avec le côté opposé de la place, et la construction d'un immeuble répondant à l'hôtel d'Aux pour compléter la symétrie.
En 1780, Ceineray, malade, cède son poste à Mathurin Crucy, qui, réalisant l'hôtel Montaudouin, modifie le plan initial. Il respecte la symétrie imposée par son prédécesseur, et la renforce même en traçant une rue au centre de la parcelle accueillant le bâtiment, qui est donc doté d'un porche pour permettre le passage ; cette voie, la « rue des Régaires », répond à ce qui n'est alors qu'une amorce de la future rue Gambetta. Permettant l'accès à la rue Royale, elle rend inutile le prolongement de la voie passant devant l'hôtel d'Aux, qui à l'origine était prévue à cet effet, et qui reste depuis une impasse.
Le premier nom porté par la voie est « rue des Régaires », lié à la présence d'un établissement de juridiction ecclésiastique (voir régaire).  Après la destruction des fortifications, le nom est donné à la voie nouvellement créée, appelée rue Chauvin. 

## Bâtiments remarquables et lieux de mémoire
Outre l'hôtel Montaudouin à l'est, la rue Chauvin abrite, à l'angle nord formé avec la rue du Roi-Albert, l'hôtel de Bruc de la Livernière, réalisé en 1836, sous Louis-Philippe Ier. La rue longe l'aile sud du bâtiment et de sa cour, dont la présence devant le corps de logis est rare pour cette période.